# Stadtwerke Wolfenbüttel
Die Stadtwerke Wolfenbüttel GmbH sind ein kommunales Energieversorgungs- und Dienstleistungsunternehmen in Wolfenbüttel. Es deckt die Grundversorgung der Bevölkerung und der Industrie mit Strom, Gas, Wärme und Wasser ab. Für Haushalts- und Geschäftskunden bietet das Unternehmen Energie und Dienstleistungen deutschlandweit an.

## Geschichte
Bereits 1861 erhielten die Bürger in Wolfenbüttel eine Gasleitung. 1894 wurde mit dem Bau des Wasserturms eine zentrale Wasserversorgung eingeführt und 1906 wurde mit dem Bau eines Elektrizitätswerkes die Elektrifizierung der Stadt begonnen. Die Stadtwerke Wolfenbüttel wurden am 1. Januar 1979 als GmbH gegründet. 1996 erhielt das Unternehmen die Betriebsführung für das Frei- und Hallenbad Okeraue und das Parkhaus Rosenwall, die Parkpalette Karlstraße und die Parkplatzanlage Neue Straße. In den beiden darauf folgenden Jahren wurde das Unternehmen auch für die Abwasserbeseitigung und -entsorgung zuständig.

## Unternehmen
Die Stadtwerke bieten Strom-, Gas-, Wasser- und Wärmeversorgung an; seit 2012 auch die Planung und den Bau von Photovoltaikanlagen. Die Gesellschafter des Unternehmens sind zu 74 % die Stadtbetriebe Wolfenbüttel GmbH und zu 26 % die Avacon AG. Die Geschäftsführung setzt sich aus Vera Steiner (Sprecherin) und Ingo Schultz zusammen, Aufsichtsratsvorsitzender ist Bürgermeister Ivica Lukanic. Die Stadtwerke versorgten im Jahr 2023 13.673 Hausanschlüsse mit 34.461 Zählern mit Strom, 10.886 Hausanschlüsse mit 14.862 Zählern mit Gas und 13.050 Hausanschlüsse mit 14.572 Zählern mit Wasser. Im Jahr 2023 erwirtschaftete das Unternehmen einen Umsatzerlös von 87,2 Millionen Euro und hatte 123 Mitarbeiter.